# Katrineholm (comune)
Katrineholm è un comune svedese di 32 381 abitanti, situato nella contea di Södermanland. Il suo capoluogo è la città omonima.

## Località
Nel territorio comunale sono comprese le seguenti aree urbane (tätort):
- Äsköping
- Baggetorp (parte)
- Bie
- Björkvik
- Djulö kvarn
- Forssjö
- Katrineholm
- Sköldinge
- Strångsjö
- Valla

## Amministrazione

### Gemellaggi
- Odder
- Salo
- Vennesla